# 市川喜一
市川 喜一（いちかわ きいち、1923年（大正12年）6月26日 - 2006年（平成18年）3月31日）は、日本の映画プロデューサー・元俳優である。俳優としての芸名は黒田潤。群馬県高崎市出身。妻は市川千恵子（旧姓・関千恵子、元女優）。

## 人物・来歴
海軍予備学生として魚雷艇部隊に在籍した。1946年に早稲田大学法学部を卒業するとともに、黒田潤名義で、新人スターとして大映入りして、いくつかの作品に出演。
デビュー作『いつの日か花咲かん』で共演した関千恵子と交際、後に結婚。
1952年に大映を退社してフリーとなる。シナリオ作家志望だった市川は、故郷の群馬県高崎市の交響楽団をモデルにした作品を構想して、今井正監督に売り込んで採用される。同構想は水木洋子脚本により1955年に『ここに泉あり』として映画化され、市川は「企画者」として共同製作者にクレジットされた。
以降、フリーの映画プロデューサーとして劇映画制作に携わる。今井正、勅使河原宏、山本薩夫、篠田正浩らの諸監督と組み、大作や問題作を制作した。1970年の大阪万博では、富士グループのパビリオンをプロデュースした。1972年ごろ芸苑社に参加。
主なプロデュース作品に、今井監督「キクとイサム」、勅使河原監督「砂の女」、豊田四郎監督「恍惚の人」、山本監督「華麗なる一族」「不毛地帯」、市川崑監督「犬神家の一族」など。  
2006年3月31日、脳幹出血のため東京都新宿区の病院で死去、82歳。

## 受賞歴
- 1956：第10回毎日映画コンクール企画賞＝「ここに泉あり」
- 1959：第33回キネマ旬報ベストテン第１位＝「キクとイサム」
- 1964：第38回キネマ旬報ベストテン第１位＝「砂の女」
- 1965：第18回カンヌ国際映画祭大賞＝「砂の女」

## フィルモグラフィ

### 出演（黒田潤名義）
- いつの日か花咲かん 大映 1947
- 東京の夜 大映 1947

### 製作・企画
- ここに泉あり 今井正監督　中央映画　1955
- 裸の大将 　堀川弘通監督 東宝 1958
- キクとイサム 今井正監督　大東映画 　...　企画 1959
- はったり二挺拳銃 福田晴一監督　松竹京都 　...　企画 1960
- あれが港の灯だ 今井正監督　　東映東京 　...　企画 1961
- 喜劇 にっぽんのお婆あちゃん 今井正監督　　Ｍ・Ｉ・Ｉ・プロ 1962
- 七人の刑事 大槻義一監督　松竹大船 　...　企画 1963
- 七人の刑事　女を探がせ 高橋治監督　松竹大船 　...　企画 1963
- 拝啓天皇陛下様 野村芳太郎監督　松竹大船 　...　企画  1963
- 結婚式・結婚式 中村登監督　松竹大船 　...　企画 1963
- 続・拝啓天皇陛下様 野村芳太郎監督　　松竹大船 　...　企画 1964
- 馬鹿まるだし 山田洋次監督　松竹大船 　...　企画　1964
- 砂の女 勅使河原宏監督　勅使河原プロ 1964
- 馬鹿が戦車でやって来る 山田洋次監督　　松竹大船 　...　企画 1964
- 戦場にながれる歌 松山善三監督　東宝 1965
- 他人の顔 　勅使河原宏監督　東京映画＝勅使河原プロ 1966
- 燃えつきた地図 勅使河原宏監督　 　勝プロ 　...　企画 1968
- 恍惚の人 豊田四郎監督　芸苑社 1973
- 華麗なる一族 山本薩夫監督　芸苑社 1974
- 告訴せず 堀川弘通監督 　東宝映画＝芸苑社 1975
- 吾輩は猫である 市川崑監督　芸苑社 1975
- 桜の森の満開の下 篠田正浩監督　芸苑社 1975
- 妻と女の間 豊田四郎・市川崑監督　東宝映画　製作協力：芸苑社 1976
- 不毛地帯 　山本薩夫監督　芸苑社 1976
- 犬神家の一族 市川崑監督　　角川春樹事務所 1976
- 火の鳥 市川崑監督　　　火の鳥プロ＝東宝 1978
- 火の鳥2772 愛のコスモゾーン 杉山卓監督　東宝＝手塚プロ 　...　製作、企画 1980
- だいじょうぶマイ・フレンド 村上龍監督　キティ・フィルム 　...　プロデューサー 1983

### 脚本
- クレージーの怪盗ジバコ 　東宝＝渡辺プロ 1967

## 註
1. 1 2 3 4 5  日外アソシエーツ現代人物情報より
2. 1 2  久保田圭二『名作映画の構造』（シナリオ作家協会）P.82
3. ↑  読売人物データベースより
4. ↑  久保田圭二『名作映画の構造』（シナリオ作家協会）P.83
5. ↑  久保田圭二『名作映画の構造』（シナリオ作家協会）P.84
6. ↑  久保田圭二『名作映画の構造』（シナリオ作家協会）P.85